# Østjyllands Politi
Østjyllands Politi  er en politikreds der omfatter syv kommuner: Randers, Aarhus, Favrskov, Norddjurs, Syddjurs, Odder og Samsø. Politikredsen dækker et areal på 3.505 km2 og har  624.885 indbyggere (2024). Hovedpolitistation ligger i Aarhus samt politstationer i Aarhus Vest, Randers og Grenaa.
Herudover er der seks nærpolitistationer i Ebeltoft, Rønde, Allingåbro, Hammel, Hadsten og Odder samt en landpolitibetjent på Samsø.